# Телемак (бриг, 1828)
«Телемак» — бриг Балтийского, затем Черноморского флота Российской империи, участник русско-турецкой войны 1828—1829 годов и греческой революции.

## Описание брига
Парусный деревянный бриг, один из одиннадцати бригов типа «Охта». Длина брига по сведениям из различных источников составляла от 30,12 до 30,2 метра, ширина от 9,35 до 9,7 метра, а осадка от 3,86 до 3,9 метра. Первоначальное вооружение судна состояло из 24-х карронад, вооружение в Черноморском флоте — двух 6-фунтовых пушек, восемнадцати 24-фунтовых карронад и одного 3-фунтового фальконета.

## История службы
Бриг «Телемак» был заложен 1 декабря 1827 года на Охтенской верфи. После спуска на воду 12 мая 1828 года, вошёл в состав Балтийского Флота. Строительство вёл корабельный мастер В. Ф. Стоке.
Принимал участие в русско-турецкой войне 1828—1829 годов. В составе эскадры контр-адмирала П. И. Рикорда в 1828 году перешёл из Кронштадта в Средиземное море для усиления эскадры вице-адмирала графа Л. П. Гейдена. В апреле и мае 1829 года в составе эскадры участвовал в блокаде пролива Дарданеллы. После ухода большинства судов эскадры в Россию весной 1830 года, оставлен в Архипелаге в составе эскадры контр-адмирала П. И. Рикорда для оказания помощи правительству Греции и охраны русского судоходства с базированием в Наполи-ди-Романья.
В августе того же года совместно с английским кораблём был направлен пришёл к острову Самос с целью предотвратить столкновений сторонников и противников первого правителя независимой Греции графа Иоанна Каподистрии. Во время греческой революции принимал участие в блокаде восставших островов. 25 июля 1831 года в составе эскадры подошёл к острову Порос и блокировал в Монастырской бухте мятежные суда. 27 июля вёл перестрелку с береговыми батареями и судами мятежников и подавил береговую артиллерию. На следующий день принял участие в бомбардировке и уничтожении судов противника в бухте. 4 августа эскадра, в составе которой находился «Телемак», перешла от Пороса к острову Сира, а 10 сентября подошла к Каламатскому заливу и захватила суда мятежников. 3 августа 1832 года бригом был предотвращён обстрел крепости Патрас судами английской и французской эскадр, а в октябре того же года судно было направлено к острову Идро для ведения переговоров с мятежниками.
В июне 1833 года в составе эскадры вице-адмирала П. И. Рикорда вышел из Архипелага в Константинополь, а затем в Буюк-дере, где суда присоединились к эскадре вице-адмирала М. П. Лазарева. 28 июня эскадра покинула Буюк-дере и, зайдя в Феодосию, к 22 июля достигла Севастополя, где бриг был переведён в состав Черноморского флота.
В 1834 выходил в плавания в Чёрное море. В 1836 году подвергся тимберовке в Николаеве. В 1837 году ушёл в Архипелаг, где до конца 1938 года был передан в распоряжение русского посланника в Греции. С 1839 по 1842 год принимал участие в операциях у берегов Кавказа в составе отрядов. При этом с 8 по 10 октября 1841 года в составе отряда контр-адмирала М. Н. Станюковича принимал участие в содействии продвижению сухопутных войск генерал-лейтенанта И. Р. Анрепа от Адлера до Сочи. В 1843 и 1844 годах нёс брандвахтенную службу в Одессе, а c 1845 по 1852 год — в  Севастополе.
Бриг «Телемак» был разобран в 1852 году.

## Командиры брига
Командирами брига «Телемак» в разное время служили:
- Д. П. Замыцкий (1828—1833 годы).
- Ф. О. Вишневецкий (1834 год).
- Н. Ф. Метлин (1835 год).
- С. И. Скарятин (1837—1838 год).
- П. И. Кислинский (1839—1843 год).
- Н. С. Творогов (1844 год).
- И. П. Огранович (1845—1849 год).
- Н. В. Ловягин (1850—1851 год).
- Н. Н. Волоцкой (1852 год).